# Liste der Monuments historiques in Saint-Julien-Beychevelle
Die Liste der Monuments historiques in Saint-Julien-Beychevelle führt die Monuments historiques in der französischen Gemeinde Saint-Julien-Beychevelle auf.

## Liste der Bauwerke
| Bezeichnung           | Beschreibung                      | Standort | Kennzeichnung | Schutzstatus | Datum | Bild           |
| --------------------- | --------------------------------- | -------- | ------------- | ------------ | ----- | -------------- |
| Château Gruaud-Larose | Erbaut Mitte des 18. Jahrhunderts | (Lage)   | PA33000164    | Inscrit      | 2012  | weitere Bilder |

## Liste der Objekte
- Monuments historiques (Objekte) in Saint-Julien-Beychevelle in der Base Palissy des französischen Kultusministeriums